# Ивановац
Ивановац (до 1991. Јовановац) је насељено место у саставу општине Антуновац, у Осјечко-барањској жупанији, Република Хрватска.

## Историја
До територијалне реорганизације у Хрватској налазио се у саставу старе општине Осијек.

## Становништво
На попису становништва 2011. године, Ивановац је имао 1.522 становника.
До краја Другог светског рата, већину становника села чинили су Немци.

## Попис 1991.
На попису становништва 1991. године, насељено место Јовановац је имало 1.554 становника, следећег националног састава:
| Попис 1991.‍   | Попис 1991.‍  | Попис 1991.‍ | Попис 1991.‍ | Попис 1991.‍ |
| ------------- | ------------ | ----------- | ----------- | ----------- |
|               |              |             |             |             |
| Хрвати        | Хрвати       |             | 1.442       | 92,79%      |
| Срби          | Срби         |             | 43          | 2,76%       |
| Југословени   | Југословени  |             | 28          | 1,80%       |
| Мађари        | Мађари       |             | 6           | 0,38%       |
| Немци         | Немци        |             | 4           | 0,25%       |
| Русини        | Русини       |             | 3           | 0,19%       |
| Албанци       | Албанци      |             | 2           | 0,12%       |
| Муслимани     | Муслимани    |             | 1           | 0,06%       |
| Пољаци        | Пољаци       |             | 1           | 0,06%       |
| Словенци      | Словенци     |             | 1           | 0,06%       |
| неопредељени  | неопредељени |             | 10          | 0,64%       |
| регион. опр.  | регион. опр. |             | 3           | 0,19%       |
| непознато     | непознато    |             | 10          | 0,64%       |
| укупно: 1.554 |              |             |             |             |